# Математична логіка та штучний інтелект
Під штучним інтелектом розуміється розділ інформатики, що вивчає методи, способи і прийоми моделювання і відтворення за допомогою комп'ютера розумової діяльності людини, пов'язаної з вирішенням завдань.

## Математична логіка і штучний інтелект
По суті, всяка задача, для якої невідомий алгоритм розв'язання, може бути віднесена до штучного інтелекту. Основними проблемами в галузі штучного інтелекту є пошук і представлення знань. Мета досліджень при цьому полягає не тільки в розробці нових теоретичних побудов, а й у створенні для комп'ютерів відповідних програм найбільш загального характеру. Використання комп'ютерів як матеріальної основи штучного інтелекту дозволяє як би зсередини поглянути на розумові процеси, що протікають в людському мозку.
Проблематика штучного інтелекту має тісні взаємозв'язки з лінгвістикою, психологією і логікою, які вивчають явища, що відносяться до пізнання, розуміння і заключень. Ці зв'язки носять взаємний характер: з одного боку лінгвісти, психологи, фахівці в галузі математичної логіки переводять в комп'ютерні програми ті нові моделі, які вони розробляють, а з іншого - дослідники в галузі штучного інтелекту вивчають ці моделі і намагаються відтворити на їх основі логіку ефективних методів вирішення завдань. Вперше після фундаментального перегляду картини світу, пов'язаного з іменами Коперніка і Дарвіна, розробка методів штучного інтелекту повертає нас до питання про місце людини в природі. По суті, вперше оспорюється винятковість людського розуму.

## Історія розвитку та предмет штучного інтелекту як науки
Штучний інтелект як наука налічує вже близько півстоліття. Це одна з тих наукових дисциплін, становлення і бурхливий розвиток яких безпосередньо пов'язані із створенням і динамічним вдосконаленням обчислювальних машин. Початок досліджень в галузі штучного інтелекту пов'язують з роботами Г. Саймона, Дж. Шоу, які в 1950-х рр. досліджували процеси вирішення різних завдань. Першою програмою штучного інтелекту стала створена ними програма "Логік-теоретик", призначена для доведення теорем в формалізованому численні висловлень і робота якої була вперше продемонстрована 9 серпня 1956 р. У 1957 р. була створена перша програма для гри в шахи NSS (Newell, Shaw  Simon). Ці програми і створена пізніше програма "Універсальний вирішувач завдань" були засновані на так званому евристичному методі. (Евристика - це правило, яке дозволяє зробити вибір за відсутності точних теоретичних підстав. Евристика - свого роду антипод алгоритму.) Ці роботи поклали початок першого етапу досліджень в галузі штучного інтелекту, коли евристичний метод розв'язання задачі розглядається як властивий людському мисленню взагалі, для якого характерне виникнення "здогадок" про шляхи вирішення завдання з подальшою їх перевіркою. Це був шлях складання програм, що моделюють мислення. Цей підхід, до речі, і зумовив появу і подальше поширення терміну "штучний інтелект". (Зазначимо з цієї області програму, створену в 1960 р. Дж. Гелернтером, яка доводила теореми з шкільного курсу геометрії краще, ніж її творець)
Наприкінці 1950-х рр. з'явилися також роботи в галузі штучного інтелекту, які на противагу раннім роботам Ньюелла і Саймона, більше ставилися до формальних математичним уявленням, ніж до евристичних. Способи вирішення завдань в цих дослідженнях розвивалися на основі методів математичної логіки. Моделюванню ж людського мислення надавалося другорядне значення. Потужний поштовх у розвитку цього напрямку зробила розробка в 1960-ті рр. Робінсоном методу резолюцій для доведення теорем в логіці предикатів і є, принаймні теоретично, вичерпним методом доказу. Методологічне значення цих робіт полягало в тому, що основна увага в дослідженнях з штучного інтелекту перемістилося з розробки методів відтворення в комп'ютері людського мислення на розробку машинно-орієнтованих методів вирішення завдань, тобто на розробку програм, здатних вирішувати "людські завдання".

## Мова ПРОЛОГ в системах штучного інтелекту
За допомогою ПРОЛОГУ були побудовані експертні системи для численних областей науки і практики: рішення рівнянь, медицина, законодавство, юриспруденція, архітектура, автоматизація заводського виробництва, проектування електронних схем, синтез мікропрограм, аналіз фінансового становища, допомога у прийнятті рішень. У пролозі застосовується стратегія вирішення завдань із зворотним ходом вирішення: він починає свою роботу з мети і просувається назад доти, поки не зустріне факти.
Чи може машина мислити. Разом із створенням перших обчислювальних машин та рішенням ними перших інтелектуальних завдань виникло питання про те, чи може машина мислити і чи може вона у своїй "розумової" діяльності перевершити свого творця - людини. Бурхливий прогрес обчислювальної техніки привів до того, що багато обмеження "інтелекту" обчислювальних машин виявилися подоланими за рахунок більш витонченого мистецтва програмування, багато розходжень між людиною і машиною, які до останнього часу здавалися досить істотними, виявилися тільки кількісними. Машини оволоділи багатьма якостями, властивими інтелектуальної діяльності людини. Вони навчилися пристосовуватися, бути "творчими" , мати цілеспрямоване поведінку. Проте будь-яка людина, знайома з обчислювальними машинами, добре знає, що всі ці дії дуже примітивні в порівнянні з відповідними діями людини, і "інтелект" машин не йде ні в яке порівняння з людським. І все ж чи можливе створення в осяжному майбутньому обчислювальної машини, яка перевершує за своїми інтелектуальними можливостями людини? Дискусій і думок на цей рахунок було висловлено надзвичайна кількість. На закінчення ми відзначимо одне з них. Його приведено в брошурі відомого американського логіка Е. Нагеля і досвідченого популяризатора науки Дж. Р. Ньюмена, перекладеної на більшість європейських мов. Видатна теорема Геделя про неповноту формальної арифметики виявилася досить привабливою для численних околоматематіческіх досліджень, включаючи філософські. Стимулювала вона і роздуми в галузі філософії штучного інтелекту.
У заключних зауваженнях до своїй брошурі Нагель і Ньюмен, по-перше, відзначають роль теореми Геделя в усвідомленні того, що ми розуміємо під процесом математичного доказу. "Висновки, до яких прийшов Гедель,  показують також, що мається нескінченно багато істинних арифметичних пропозицій, які не можна формально вивести з довільної даної системи аксіом за допомогою деякого точного переліку правил виводу. Звідси випливає, що аксіоматичний підхід до арифметики натуральних чисел, крім усього іншого, не в змозі охопити всю область істинних арифметичних суджень, звідси також випливає, що те, що ми розуміємо під процесом математичного доказу, не зводиться до використання аксіоматичного методу. Формалізовані аксіоматичні процедури доказів засновані на деякій множині виділених і фіксованих з самого початку аксіом і правил виводу. Як видно вже з самих міркувань, використаних у геделевскіх доказах, винахідливість математиків у справі відшукання нових правил докази не піддається ніяким апріорним обмеженням. Таким чином, абсолютно безнадійно розраховувати на те, що поняттю переконливого математичного доказу можна надати раз і назавжди чітко окреслені логічні форми."